# Prodotiscus
Prodotiscus é um género de ave piciforme da família Indicatoridae, que compreende três espécies de indicadores-elegantes.
Este género contém as seguintes espécies:
- Indicador-elegante-de-dorso-castanho, (Prodotiscus regulus)
- Indicador-elegante-de-dorso-verde, (Prodotiscus zambesiae)
- Indicador-elegante-pequeno, (Prodotiscus insignis)